# Адміністративний поділ Тринідаду і Тобаго

Адміністративний поділ Тринідаду і Тобаго

В адміністративному відношенні Тринідад і Тобаго поділяється на 14 корпорацій - 9 регіонів, 3 Боро, 2 міста і одну самоврядну територію (автономний регіон) (острів Тобаго), що поділяється на 7 парафій (Сент-Ендрю, Сент-Девід, Сент-Джордж, Сент-Джон, Сент-Мері, Сент-Патрік і Сент-Пол). 

Адміністративний поділ Тобаго

| Корпорації            | Площа у км² | Кількість населення | Щільність населення на км² | Центр корпрорації |
| --------------------- | ----------- | ------------------- | -------------------------- | ----------------- |
| Порт-оф-Спейн         | 13,45       | 49.031              | 3.650                      | Порт-оф-Спейн     |
| Сан-Фернандо          | 18,64       | 55.419              | 2.970                      | Сан-Фернандо      |
| Чагуанас              | 59,65       | 67.433              | 1.130                      | Чагуанас          |
| Аріма                 | 11,15       | 32.278              | 2.890                      | Аріма             |
| Пойнт-Фортин          | 23,88       | 19.056              | 0.800                      | Пойнт-Фортин      |
| Кува-Табаквіт-Талпаро | 719,64      | 162.779             | 0.230                      | Кува              |
| Дієго-Мартін          | 127,53      | 105.720             | 0.830                      | Петіт-Веллі       |
| Пенал-Дебе            | 246,91      | 83.609              | 0.340                      | Пенал             |
| Прінцес-Таун          | 621,35      | 91.947              | 0.150                      | Прінцес-Таун      |
| Ріо-Кларо-Майаро      | 852,81      | 33.480              | 0.040                      | Ріо-Кларо         |
| Сан-Хуан-Лавентіль    | 220,39      | 157.295             | 0.710                      | Лавентіль         |
| Сангре-Гранде         | 898,94      | 64.343              | 0.070                      | Сангре-Гранде     |
| Сіпарія               | 510,48      | 81.917              | 0.160                      | Сіпарія           |
| Тунапуна-Піарко       | 527,23      | 203.975             | 0.370                      | Тунапуна          |
| Тобаго                | 303,00      | 56.000              | 0.185                      | Скарборо          |

| Легенда |         |
|         | Міста   |
|         | Боро    |
|         | Регіони |
|         | Тобаго  |